# 梅核气
梅核气是一种因为精神受到强烈刺激产生的咽部异物感，对应西医的咽部神经官能症或癔性咽喉异感症。

## 病症
是以咽部异物感如梅核梗阻，咯之不出，咽之不下为特征的疾病。

## 病因
病因与七情不畅、气血痰郁有关。

## 治疗
局部用“曲安奈德注射液”可以产生很好效果。
同时，不要喝酒，不能够吃辣椒，生大蒜等刺激食物。

## 中医典籍
- 《灵枢·邪气脏腑病形篇》：“心脉大甚为喉营”。
- 《金匮要略·妇人杂病脉证并治》：“妇人咽中如有炙脔”。
- 《赤水玄珠·卷3》：“生生子曰：梅核气者，喉中介介如梗状。又曰：痰结块在喉间，吐之不出，嚥之不下者是也”。
- 《古今医鉴·梅核气》：“梅核气者，窒碍于咽喉之间，咯之不出，咽之不下，核之状者是也。始因喜怒太过，积热蕴隆，乃成厉痰郁结，致斯疾耳。”

## 外部連結
- 梅核氣 中藥方劑圖像數據庫 (香港浸會大學中醫藥學院) （中文）（英文）